# Yin-Chang

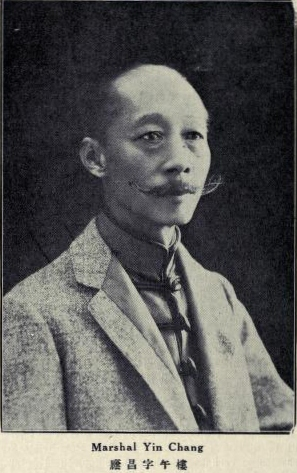
Yin-Chang, Porträt aus The China Weekly Review (Shanghai), 1925, S. 938.

Yin-Chang oder In-ch'ang (vereinfachtes Chinesisch: 荫昌; traditionelles Chinesisch: 廕昌; Pinyin: Yìnchāng; 1859 -1928) war ein Militärbeamter, Gesandter in Deutschland und Bildungsreformer in der Qing-Dynastie und der Republik China. Er wurde in der späten Qing-Dynastie zum ersten Kriegsminister des Landes ernannt und diente während der Republik allen nachfolgenden Präsidenten der Beiyang-Regierung als militärischer Stabschef. Yin-Chang gehörte der Ethnie der Mandschu an und seine Familie war Teil der Weißbannerdivision (滿洲正白旗), einem Klan des Manchu-Militärs; er trug den Titel des Prinzen dieses Klans und wurde am Hof Wu-lou (五/午楼) genannt.

## Leben und Arbeit

### In der Qing-Dynastie

#### Erster Deutschlandaufenthalt (1877–1884)
Yin-Chang war zunächst Student an der Guozijian und studierte ab 1872 Deutsch an der Tongwen Guan in Peking. 1877 wurde er als Attaché an die kürzlich eingerichtete Chinesische Gesandtschaft in Berlin entsandt, die über Außenstellen in Wien und Amsterdam verfügte. Er war Mitglied der zweiten Gesandtschaft Chinas unter dem Gesandten Li Fengbao (1834–1887).

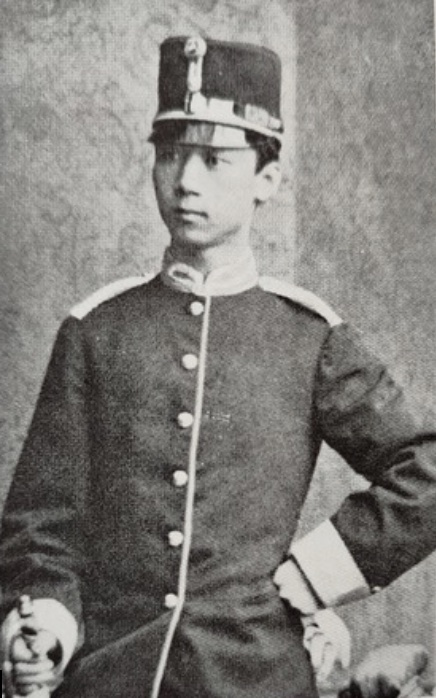
Yin-Chang, Leutnant im 84. österreichischen Infanterieregiment, 24. Mai 1883. Hauptmann Friedrich Heyer von Rosenfeld Archiv.

Bei seiner Ankunft beherrschte er die deutsche Sprache noch nicht fließend und wurde daher vom Übersetzer der dritten in die vierte Klasse herabgestuft. Dieses Defizit glich er jedoch rasch aus. Schon bald beherrschte er Hochdeutsch und die Berliner Mundart sowie die Umgangssprache der kaiserlichen Grenadiere. Georg von der Gabelentz, einer der Gründerväter der deutschen Sinologie, würdigte in der Einleitung seiner 1883 erschienenen Chinesischen Grammatik Yin-Changs Freundlichkeit und Bereitschaft zur Kooperation sowie dessen Arbeit bei der Durchsicht der Manuskripte und seine Beherrschung der deutschen Grammatik. Während seiner Zeit in Berlin heiratete Yin-Chang eine deutsche Frau, mit der er eine Tochter hatte.
Yin-Chang war von 1877 bis 1883 an der Königlich Preußischen Militärakademie in Groß-Lichterfelde (Preußische Hauptkadettenanstalt) eingeschrieben, wo er, wie auch Kronprinz Wilhelm, der spätere Kaiser Wilhelm II., Militärwissenschaften studierte. Yin-Chang entwickelte eine Freundschaft zur Familie Krupp, deren Unternehmen Munition und Rüstungsgüter herstellte. Um eine weiterführende militärische Ausbildung zu erhalten, wurde er 1883 als Leutnant zum 84. Österreichischen Infanterieregiment geschickt, das unter dem Kommando von Baron von Bauer in Wien stationiert war. Yin-Chang fand dort gefallen an der Wiener Lebensart.
Yin-Chang wurde 1884 nach China zurückbeordert und zunächst der Marineakademie in Tientsin zugeteilt; im Dezember desselben Jahres wurde er jedoch nach Peking berufen, um als Übersetzer für den deutschen Militärgesandten beim Kaiser zu dienen.

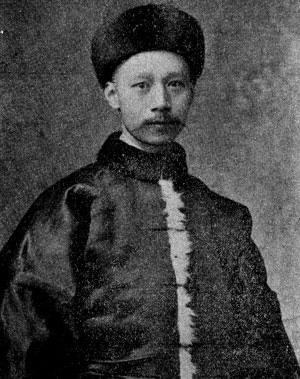
Yin-Chang, 15. August 1891, Beijing. Hauptmann Friedrich Heyer von Rosenfeld Archiv.

Im Juni 1885 wurde Yin-Chang zum Ausbilder für Militärwissenschaft an der Militärakademie von Tientsin (天津武備學堂) ernannt und brachte deutsche Offiziere dorthin, damit diese das Studium und die Praxis deutscher Militärtechniken lehrten. Im folgenden Jahr wurde er zum Leiter der Akademie befördert. Unter seiner Leitung studierte auch Feng Guozhang, der spätere Präsident der Republik China.
Nach dem Ersten Chinesisch-Japanischen Krieg (1884–1885) beteiligte sich Deutschland an den Verhandlungen über den Vertrag von Shimonoseki und instrumentalisierte die Ermordung zweier deutscher Missionare, um die Konzession der Kiautschou-Bucht (dem heutigen Jiaozhou) in der Provinz Shandong zu erwerben. Heinrich von Preußen segelte 1898 mit seinem ostasiatischen Marinegeschwader in Tianjin ein und lud Yin-Chang vor, um mit ihm über die deutschen Ansprüche auf das Gebiet der Kiautschou-Bucht und den Hafen von Tsingtau (Qingdao) zu verhandeln. Heinrich von Preußen erzielte eher einen diplomatischen anstelle eines militärischen Erfolgs. Er wurde im Mai 1898 der erste Ausländer, der im Sommerpalast Wan-shou shan sowohl vom Kaiser als auch der Kaiserin-Witwe empfangen wurde. Im Winter 1899 leitete Yin-Chang die Verhandlungen mit Deutschland über die Eisenbahn- und Bergbaurechte in der Provinz Shandong (山東路礦章程) und die Konzession in Tsingtau (Qingdao). Diese gingen in das Boxerprotokoll ein, das am 7. September 1901 in Peking unterzeichnet wurde, und später auch in das Tianjiner Protokoll, das 1918 Teil des Friedensvertrags mit Deutschland wurde, der den Ersten Weltkrieg beendete,
Als die Truppen der Acht-Nationen-Allianz während des Boxeraufstands Peking stürmten, um die belagerten Botschaften zu befreien, sollen Yin-Chang und seine mit deutschen Waffen ausgerüsteten Soldaten den Kaiser Guangxu und die Kaiserin-Witwe Cixi durch die Hintertore der Verbotenen Stadt in die sichere Provinz Shaanxi geführt haben, wo die ausländischen Truppen sie nicht erreichen konnten.

#### Zweiter Deutschlandaufenthalt (1901–1905)
1901 wurde Yin-Chang zum Generalleutnant der Garnison der Weißbannerdivision (正白旗漢軍副都統)[8][9][10] und im August desselben Jahres zum chinesischen Gesandten in Berlin, Deutschland, ernannt. Außerdem schickte die Kaiserinwitwe den 18-jährigen Zaifeng, auch bekannt als Prinz Chun II, mit einer Sondermission nach Deutschland, um Kaiser Wilhelm II. das Bedauern Chinas über die Ermordung des Barons Clemens von Ketteler während des Boxeraufstands zu übermitteln. In Deutschland wurde dies die „Sühnemission“ genannt. Die Mission erwies sich als unerwarteter Erfolg, und Prinz Chun II, das erste Mitglied der kaiserlichen Familie, das außerhalb Chinas reiste, wurde von einer neugierigen und begeisterten Menge empfangen. Nach einigen Verhandlungen mit dem Kaiser bereitete dieser Prinz Chun II einen prächtigen Empfang und lud ihn ein, 50.000 Soldaten in Danzig bei ihren Militärübungen zu besuchen. Die internationale Presse berichtete über jeden seiner Schritte, was die Kaiserinwitwe beunruhigte und ihn in der Folge den Rest seiner Europareise verkürzen ließ.
Yin-Chang beherrschte als Gesandter einige Sprachen: Er war mit Mandschu und Chinesisch (Mandarin) aufgewachsen und sprach laut zeitgenössischen Berichten sehr gut Deutsch. Möglicherweise beherrschte er auch Französisch, die damalige Diplomaten-sprache, und Englisch. Der deutsche Kaiser und sein dessen Hof waren von Yin-Changs Kenntnis des Berliner Dialekts begeistert. Der gekonnte Einsatz der Berliner Schnauze trug dem chinesischen Gesandten große Beliebtheit ein. Während seiner Arbeit als Gesandter in Deutschland, stand Yin-Chang in geselligem Austausch mit Kaiser Wilhelm II., der sich zu der Zeit mit Fragen der Modernisierung von Streitkräften und den damit verbundenen Herausforderungen befasste. Von ihm lernte Yin–Chang einiges über die Organisation, Ausbildung, disziplinarischen Maßnahmen und Ausrüstung einer modernen Armee. Während dieser Zeit wurde Yin-Chang gebeten, für eine Periode als Gesandter in den Niederlanden zu amtieren. Zurück in Deutschland bereitete er einen Staatsbesuch in China für Adalbert von Preußen vor, dem 3. Sohn Kaiser Wilhelms II.
1905 wurde Yin-Chang nach China zurückberufen und zum Director of the Nobles’ College (貴冑學堂總辦) in Peking ernannt. Da Yin-Chang sich die Haare abgeschnitten hatte, befestigte er an seinem Amtshut, den er bei seinen häufigen Vorladungen am Hof trug, einen Perückenzopf – sehr zum Missfallen der alteingesessenen Bürokraten.
Yin-Chang leitete wichtige Veränderungen zur Modernisierung Chinas sowohl im Militär als auch im nationalen Bildungssystem ein. Er begann seine Kampagne damit, dass er die traditionellen Uniformen der chinesischen Armee durch Uniformen nach deutschem Vorbild ersetzte. Waffen und Munition bestellte er bei Krupp.
Yin-Chang war einer der führenden Reformer, die die Abschaffung der chinesischen Beamtenprüfung in der Qing-Dynastie auf den Weg brachten; diesen Schritt erachtete er als unerlässlich für die Modernisierung Chinas. Er hatte weitreichende Folgen: Die Abschaffung der konfuzianischen Klassiker öffnete den Lehrplan für alle modernen Disziplinen der Natur- und Geisteswissenschaften. Anstatt einem sozialen Aufstieg durch die Ernennung in den Staatsdienst entgegenzustreben, konnten die Studierenden nun ihren eigenen Interessen nachgehen und sich auf einen Beruf ihrer Wahl, einschließlich des Militärdienstes, vorbereiten.

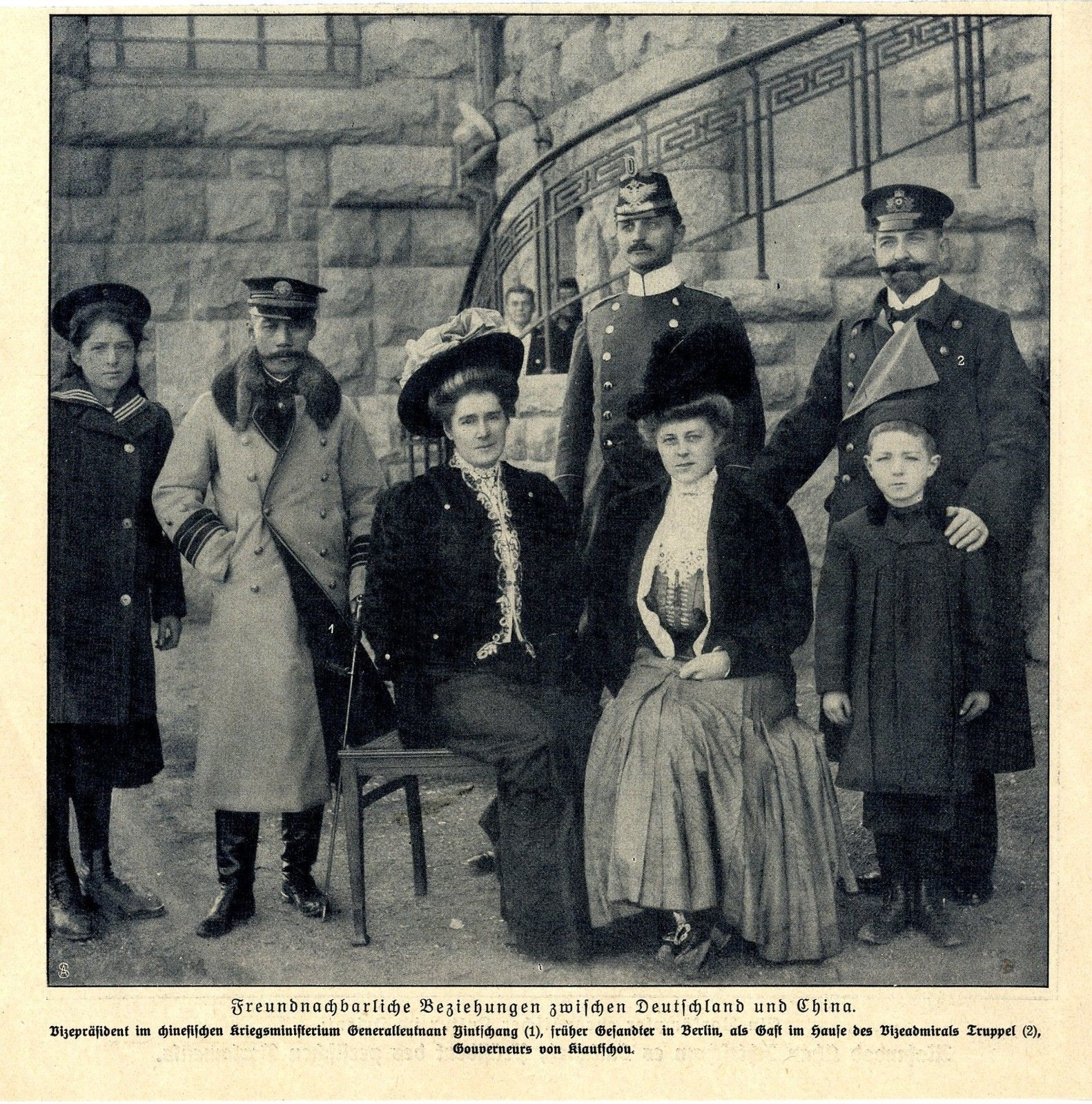
Yin-Chang mit dem deutschen Konzessionsgouverneur für die Kiautschou-Bucht, Gouverneur Truppel, in Qingdao.

### Während der Xinhai-Revolution und in der Beiyang-Regierung

#### Dritter Deutschlandaufenthalt (1908–1910)
Im September 1906 wurde Yin-Chang Oberbefehlshaber in Jiangbei (江北提督) und zwei Monate später Stabschef der Armee (陸軍部右侍郎). Im September 1908 wurde er erneut zum chinesischen Gesandten in Deutschland ernannt, doch aufgrund von Militärmanövern in Anhui in jenem Herbst verzögerte sich seine Abreise. Hinzu kamen der plötzliche Tod des Kaisers Guāngxù am 14. November und der Tod der Kaiserinwitwe Cixi am 15. November, woraufhin Zaifeng, Prinz Chun II, als Regent eingeführt wurde. Infolge der Ereignisse konnte Yin-Chang sein Amt erst im Frühjahr 1909 antreten. Der Prinzregent Zaifeng wollte Yuán Shìkǎi wegen des Verrats an seinem Bruder, dem Kaiser Guāngxù, und der Hundert-Tage-Reform hinrichten. Yin-Chang setzte sich für Yuán Shìkǎi ein, und Prinz Zaifeng verordnete anstelle der Hinrichtung dessen Verbannung aus Peking. Seine Ankunft in Berlin samt Frau und Gefolge, Yin-Chang in Generalskleidung mit Monokel und Schwert, war ein großes gesellschaftliches Ereignis. 1910 wurde Yin-Chang nach China zurückbeordert, um das Amt des Präsidenten des Kriegsministeriums (陸軍部尚書) anzutreten.[8][29][30] Yin Chang zögerte, seine Arbeit in Deutschland zu verlassen, und bemerkte: „Ich glaube nicht, dass unser Land schon so weit fortgeschritten ist, dass ein Mann in der Lage wäre, in kurzer Zeit große Ergebnisse zu erzielen. Ich betrachte meine Ernennung weder als beneidenswert, noch sehe ich die neue Aufgabe als eine, in der es mir möglich sein wird, bemerkenswerte Resultate zu erreichen.“
Im September 1910 wurde Yin-Chang Stabschef aller in der Umgebung von Peking stationierten Armeedivisionen (訓練近畿陸軍各鎮大臣) und drei Monate später ernannte man ihn zum Kriegsminister im Kabinett des Prinzen Qing. Dort begann er mit der Umsetzung seines Reformprogramms, indem er zunächst die verschiedenen Abteilungen des Militärs unter seiner Ägide zusammenführte. Als Kriegsminister verfolgte Yin-Chang drei Ziele: 1) größere Effizienz und Wirtschaftlichkeit; 2) Verbesserung des militärischen Berufsstandes; 3) Einrichtung einer nationalen Befehlskette für das Militär. Um ihren Sinn für Professionalität zu stärken, befahl er allen Offizieren, bei der Arbeit Uniformen zu tragen und bei allen offiziellen und zivilen Anlässen den militärischen Gruß zu gebrauchen. Es gelang ihm, in der gesamten Armee ein patriotisches Bewusstsein zu entwickeln, was in Form eines neuen Respekts und Stolzes gegenüber dem militärischen Beruf zum Ausdruck kam. Als erster Kriegsminister setzte sich Yin-Chang dafür ein, die Bevölkerung des Landes mit allgemeinen Informationen über das Militär und insbesondere die Funktion und Verantwortung der Armee zu versorgen. Sein Ziel war es, den patriotischen Geist zu fördern und so führte er die militärische Lehre als Schulfach ein und veranlasste, dass militärische Ausbildung und Drill sowie Leibeserziehung in den Lehrplan der Mittel- und Grundschulen aufgenommen wurden. Auch die Kaiserliche Universität bot ein Militärseminar an. Yin-Changs Reformbemühungen stießen auf den Widerstand von Traditionalisten: Beamten, die ihre Interessen und Pfründe schützen und Provinzregierungen, die ihre Macht bewahren wollten. Noch bevor die Ergebnisse seiner Bemühungen zum Tragen kamen, fiel die Mandschu-Dynastie. Verschiedene Aspekte der Reformen von Yin-Chang wurden von den nachfolgenden Regimen für deren Zwecke aufgegriffen.
Im Mai 1911 erlangte Yin-Chang den Rang eines Generals, blieb jedoch auch im Kabinett. Bei Ausbruch der Xinhai-Revolution im August desselben Jahres wurde General Yin-Chang zum Oberbefehlshaber der kaiserlichen Streitkräfte ernannt und entsandt, um die Revolutionsarmee in Hubei niederzuschlagen. Sobald er jedoch die Front erreicht hatte, widerrief Premierminister Yuán Shìkǎi (Chinesen vs. Mandschu) das Kommando an die Armee der Qing-Dynastie und wichtige Waffen- und Munitionsfabriken wurden ungeschützt zurückgelassen. Damit waren alle Hoffnungen auf eine konstitutionelle Monarchie zunichtegemacht. Nach seiner Rückkehr nach Peking wurde Yin-Chang zum Chef des Generalstabs ernannt, trat aber von seinem Posten zurück, als Yuán Shìkǎi sein Kabinett einführte. Man spekulierte, dass die Revolution möglicherweise nicht erfolgreich gewesen wäre, wenn Marschall Yin-Chang in Hubei hätte bleiben können. Als die Monarchie am 12. Februar 1912 abgeschafft wurde, trat Yin-Chang von seinem Posten im Kabinett zurück und markierte damit den Tag der Prinzen: ein mongolischer und acht mandschurische Prinzen legten geschlossen ihre Ämter nieder.
Nach der Gründung der Republik China am 10. März, als Yuán Shìkǎi Interimspräsident in Peking wurde, ernannte die Beiyang-Regierung Yin-Chang zum Obersten Diplomatischen Berater im Außenministerium. Zusätzlich übernahm er die Aufgabe des Sondergesandten zwischen dem kleinen Hof im Palast und der Republik Beiyang. Im Dezember 1912 wurde Yin-Chang ein weiteres Mal in den Rang des Generals erhoben und diente gleichzeitig als militärischer Stabschef von Präsident Yuán Shìkǎi (總統府軍事處處長). 1913 wuchs das Bedürfnis in Yin-Chang, Eigentum im deutsch kontrollierten Tsingtau (Qingdao) zu erwerben und so folgte er den mahnenden Beispielen anderer Offizieller des Kaiserreichs. Mit der Gründung des Senats der Republik im Mai 1914 wurden die ersten Mitglieder am darauffolgenden 13. Januar 1915 im Guan-Yue-Tempel vereidigt, wobei Yin-Chang die Ablegung der Amtseide im Namen von Präsident Yuán Shìkǎi beaufsichtigte. Im Mai 1915 schaffte Yuán Shìkǎi die von Sun Yat-sen verbreitete Nationalhymne ab und führte eine neue für die Republik China ein: „China stands heroically in the universe….“ (1915–1921); der Text stammte von General Yin-Chang und die Musik von Wang Lu. Während dieser Jahren versprach Yuán Shìkǎi seine siebte Tochter, die schöne Yuan-Fu Zhen, dem Sohn von Yin-Chang, Yin Tie-Ge, auch als Yin-Chang bekannt, und festigte damit sein politisches Bündnis zu dessen Vater. Als Yuán Shìkǎi sich selbst im August 1915 trotz aller Bemühungen von Yin-Chang, ihn davon abzubringen, zum Kaiser erklärte, trat jener aus der Regierung zurück. Nach dem Tod von Yuán Shìkǎi im darauffolgenden Juni 1916 nahm Yin-Chang unter Präsident Li Yuanhong seine Position als militärischer Stabschef wieder auf.
Am Morgen des 1. Juli 1917 marschierte die Armee des royalistischen Generals Zhang Xun in Peking ein und proklamierte die Wiedereinsetzung von Puyi als Kaiser von China. Yin-Chang quittierte in der Folge seinen Dienst in der Republik und begab sich in die Verbotene Stadt, um Befehlshaber der Kaiserlichen Garde zu werden. Als dieses Unterfangen nach zehn Tagen scheiterte, sah Yin Chang keine Alternative mehr und unternahm einen Selbstmordversuch. Offiziell blieb er der oberste Militärberater der Republik, und als er im Oktober sein Amt wieder aufnahm, wurde er mit einer goldenen Medaille erster Klasse ausgezeichnet.
Im Dezember 1917 wurde Yin-Chang erneut zum Chef des Generalstabs der Republik und im Januar 1919 von Xu Shichang zum militärischen Stabschef des Präsidenten ernannt. Diese Position behielt er auch unter den nachfolgenden Präsidenten Li Yuanhong, Feng Kuo-chang (Feng Guozhang) und Xu Shichang bei. Am 21. Oktober 1922 wohnte Yin-Chang als Vertreter der Republik an der Hochzeit des abgesetzten Kaisers Puyi mit Prinzessin Wanrong aus dem Haus Gobulo der Weißbannerdivision bei. Im Januar 1923 veranstaltete der Mandschu-Hof seine letzte große Feier in der Verbotenen Stadt. Yin Chang wurde beauftragt, dem Kaiser öffentlich die offiziellen Glückwünsche der Republik zu übermitteln und ihm das besondere Geschenk des Präsidenten Li Yuanhong (1864–1928) zu überreichen. Yin Chang schloss mit den Worten: „Was gerade geschehen ist, wurde im Namen der Republik getan, nun werde ich dem Kaiser persönlich meine Ehrerbietung erweisen“, und vollzog den traditionellen Kotau. Sein Wirken im Dienst der Republik änderte nichts daran, dass Yin Chang nie mit der alten Dynastie gebrochen hat.
In seinen letzten Lebensjahren diente er Generalissimus Chiang Kai-shek als Militärberater. Im Oktober 1923 wurde ihm der Titel eines Marschalls mit „Zhuang Wei“ (莊威將) verliehen. Yin-Chang starb 1928 oder 1934 in Peking.

## Auszeichnungen und Ehrungen
Orden des Doppeldrachen (China)